# Roger Reijners
Roger Johannes Joseph Hubertus Reijners (Roermond, 10 febbraio 1964) è un allenatore di calcio, dirigente sportivo ed ex calciatore olandese, di ruolo centrocampista, allenatore in seconda del Milan femminile.